# 1ucid
Kwadwo Bedihene, connu professionnellement sous le nom de 1ucid (stylisé comme 1UCID, prononcé "lucid"), est un auteur-compositeur-interprète, créatif et producteur de disques ghanéen basé aux États-Unis. Il est connu pour son single Miss You qui a atteint un sommet dans les classements iTunes des États-Unis, des Pays-Bas, du Ghana, du Nigeria et de la France,.

## Biographie
Kwadwo est né à Accra, au Ghana, mais a déménagé aux États-Unis d'Amérique à l'âge de 9 ans, où il a grandi. Il est titulaire d'un baccalauréat ès sciences de l'Université d'Akron.

## Carrière

### 2021: Beginnings
Kwadwo a commencé en tant que créatif en 2021 lorsqu'il a publié un documentaire inspiré par le théologien ghanéen, le sermon de Mensa Otabil "A Generational Thinker".

### 2022: Present
En 2022, Kwadwo a sorti deux singles "Miss You" et "It's Giving",La même année, il a repris la playlist Pulse Nigeria Future Sounds. En janvier 2023, Kwadwo a été cité comme l'un des artistes à rechercher par P.M News. La même année, il a été annoncé par Audiomack comme l'un des meilleurs artistes à la mode aux côtés de Snazzy the Optimist, Asake et Kizz Daniel et a été l'un des artistes les plus diffusés la première semaine de février 2023,.

## Discographie

### Singles
- 2023 : Greatest
- 2022 : It's Giving
- 2021 : Miss You